# Swedish Open 2015
Swedish Open 2015 byl společný tenisový turnaj mužského okruhu ATP World Tour a ženského okruhu WTA Tour, hraný na otevřených antukových dvorcích s centrálním kurtem Båstad Tennis Stadium pro pět tisíc diváků. Konal se mezi 13. až 26. červencem 2015 ve švédském Båstadu jako 68. ročník mužského a 7. ročník ženského turnaje.
Mužská polovina, hraná pod jménem SkiStar Swedish Open 2015, se řadila do kategorie ATP World Tour 250 a její dotace činila 494 310 eur. Profesionální hráči jej v letech 2002–2013 jedenáctkrát v řadě zvolili nejoblíbenějším turnajem v kategorii série ATP 250. Ženská část, nazvaná Collector Swedish Open 2015, disponovala rozpočtem 250 000 dolarů a byla součástí kategorie WTA International Tournaments.
Nejvýše nasazenou hráčkou dvouhry se stala světová jednička Serena Williamsová, která po prvním kole z turnaje odstoupila pro poranění lokte. Soutěž vyhrála Johanna Larssonová, jakožto první švédská vítězka v obnovené historii turnaje, a první Švédka od roku 1986, kdy triumfovala Catarina Lindqvistová. V Bastadu si připsala double, když s Kiki Bertensovovou vybojovala i trofej ze čtyřhry.
Premiérový singlový titul kariéry na okruhu ATP Tour získal Francouz Benoît Paire. Čtyřhru opanoval francouzsko-polský pár Jérémy Chardy a Łukasz Kubot.

## Rozdělení bodů a finančních odměn

### Rozdělení bodů
| Soutěž       | vítězové | finalisté | semifinalisté | čtvrtfinalisté | 16 v kole | 32 v kole | Q  | Q3 | Q2 | Q1 |
| ------------ | -------- | --------- | ------------- | -------------- | --------- | --------- | -- | -- | -- | -- |
| dvouhra mužů | 250      | 150       | 90            | 45             | 20        | 0         | 12 | 6  | 0  | 0  |
| čtyřhra mužů | 250      | 150       | 90            | 45             | 0         | —         | —  | —  | —  | —  |
| dvouhra žen  | 280      | 180       | 110           | 60             | 30        | 1         | 18 | 14 | 10 | 1  |
| čtyřhra žen  | 280      | 180       | 110           | 60             | 1         | —         | —  | —  | —  | —  |

### Finanční odměny
| Soutěž                                | vítězové | finalisté | semifinalisté | čtvrtfinalisté | 16 v kole | 32 v kole | Q | Q2     | Q1   |
| ------------------------------------- | -------- | --------- | ------------- | -------------- | --------- | --------- | - | ------ | ---- |
| dvouhra mužů                          | €80 000  | €42 100   | €22 800       | €12 990        | €7 655    | €4 535    | — | €730   | €350 |
| čtyřhra mužů                          | €24 280  | €12 760   | €6 920        | €3 960         | €2 320    | —         | — | —      | —    |
| dvouhra žen                           | $43 000  | $21 400   | $11 500       | $6 175         | $3 400    | $2 220    | — | $1 020 | $600 |
| čtyřhra žen                           | $12 300  | $6 400    | $3 435        | $1 820         | $960      | —         | — | —      | —    |
| částka ve čtyřhrách je uvedena na pár |          |           |               |                |           |           |   |        |      |

## Dvouhra mužů

### Nasazení
| Stát                             | Hráč              | ATP | Nasazení |
| -------------------------------- | ----------------- | --- | -------- |
| Belgie                           | David Goffin      | 14. | 1.       |
| Španělsko                        | Tommy Robredo     | 21. | 2.       |
| Uruguay                          | Pablo Cuevas      | 27. | 3.       |
| Argentina                        | Juan Mónaco       | 30. | 4.       |
| Španělsko                        | Fernando Verdasco | 40. | 5.       |
| Brazílie                         | Thomaz Bellucci   | 42. | 6.       |
| Francie                          | Jérémy Chardy     | 44. | 7.       |
| Polsko                           | Jerzy Janowicz    | 51. | 8.       |
| Žebříček ATP k 13. červenci 2015 |                   |     |          |

### Jiné formy účasti

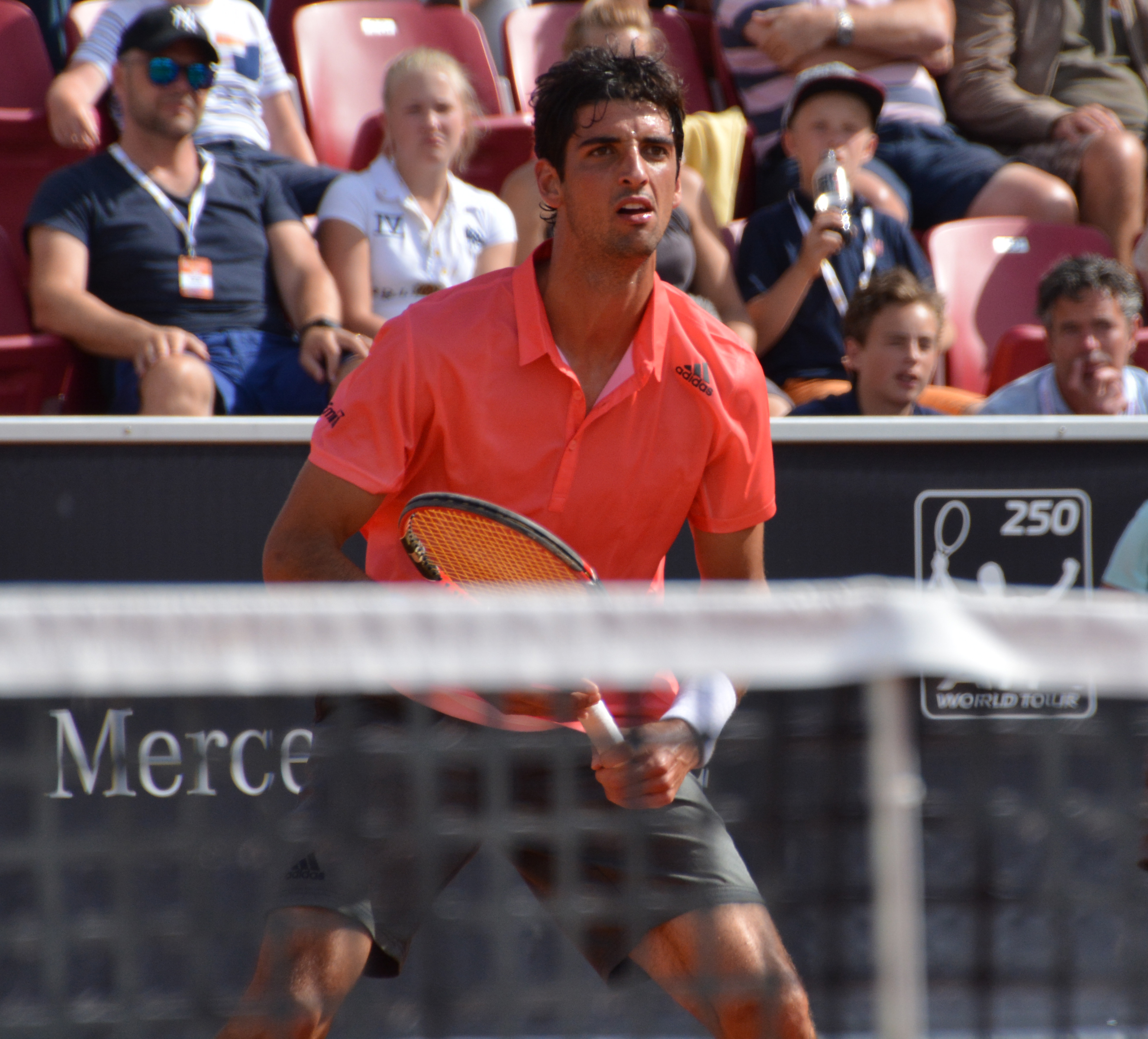
Thomaz Bellucci

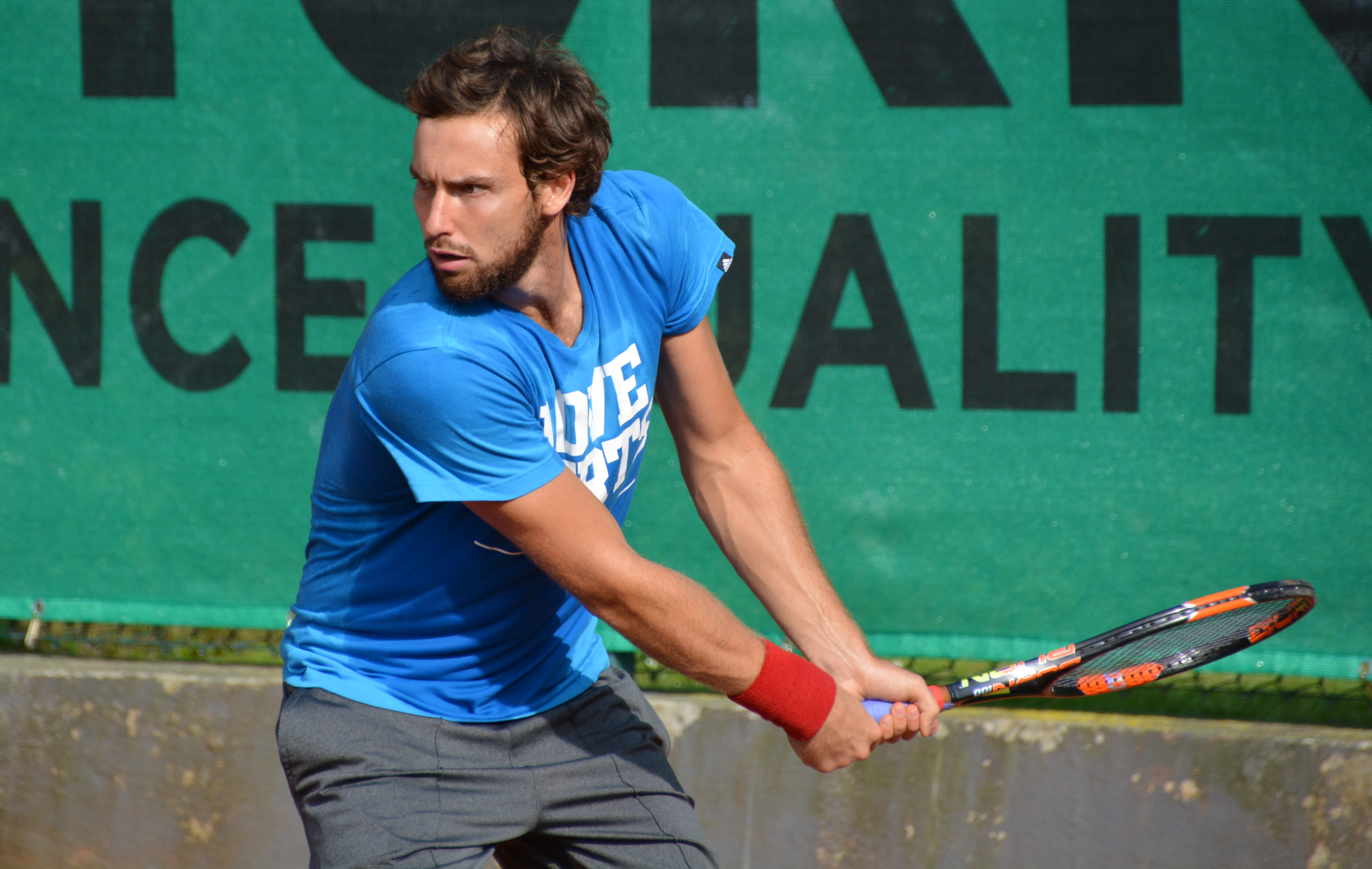
Ernests Gulbis

Následující hráčí obdrželi divokou kartu do hlavní soutěže:
- Markus Eriksson
- Christian Lindell
- Elias Ymer

Následující hráči postoupili z kvalifikace:
- Andrea Arnaboldi
- Rogério Dutra Silva
- Paul-Henri Mathieu
- Julian Reister

### Odhlášení
před zahájením turnaje
- David Ferrer → nahradil jej Ernests Gulbis
- Guillermo García-López → nahradil jej Luca Vanni

## Mužská čtyřhra

### Nasazení
| Stát                                                                                      | Hráč                 | Stát        | Hráč             | ATP1 | Nasazení |
| ----------------------------------------------------------------------------------------- | -------------------- | ----------- | ---------------- | ---- | -------- |
| Kolumbie                                                                                  | Juan Sebastián Cabal | Kolumbie    | Robert Farah     | 60.  | 1.       |
| Francie                                                                                   | Jérémy Chardy        | Polsko      | Łukasz Kubot     | 86.  | 2.       |
| USA                                                                                       | Nicholas Monroe      | Nový Zéland | Artem Sitak      | 107. | 3.       |
| Švédsko                                                                                   | Johan Brunström      | Švédsko     | Robert Lindstedt | 137. | 4.       |
| Žebříček ATP k 13. červenci 2015; číslo je součtem žebříčkového postavení obou členů páru |                      |             |                  |      |          |

### Jiné formy účasti

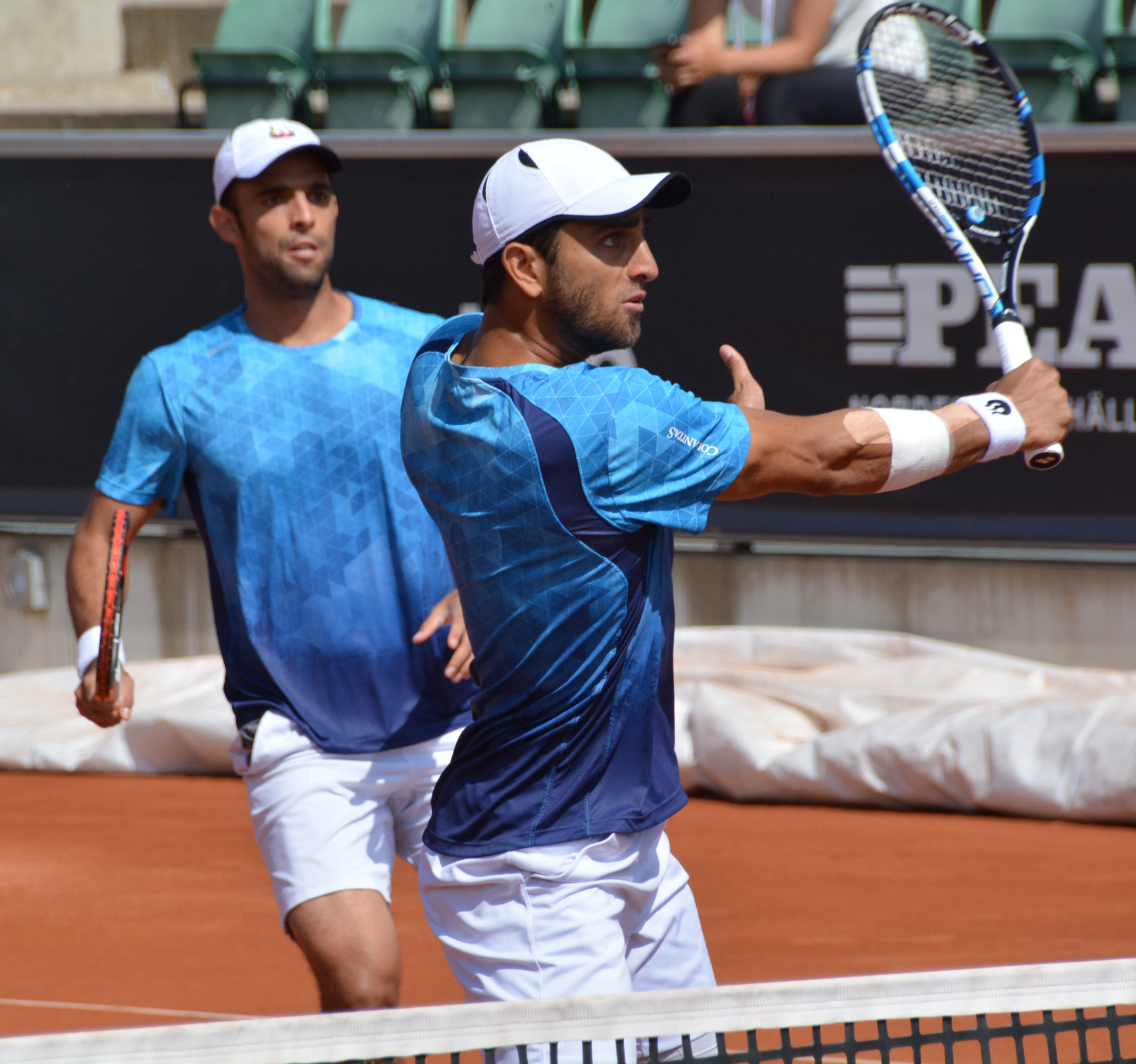
Juan Sebastián Cabal a Robert Farah

Následující páry obdržely divokou kartu do hlavní soutěže:
- Isak Arvidsson /  Markus Eriksson
- Jonathan Mridha /  Fred Simonsson

## Ženská dvouhra

### Nasazení
| Stát                           | Hráčka             | WTA | Nasazení |
| ------------------------------ | ------------------ | --- | -------- |
| USA                            | Serena Williamsová | 1.  | 1.       |
| Austrálie                      | Samantha Stosurová | 23. | 2.       |
| Česko                          | Barbora Strýcová   | 29. | 3.       |
| Německo                        | Mona Barthelová    | 49. | 4.       |
| Německo                        | Carina Witthöftová | 53. | 5.       |
| Česko                          | Kateřina Siniaková | 67. | 6.       |
| Švédsko                        | Johanna Larssonová | 73. | 7.       |
| Německo                        | Tatjana Mariová    | 78. | 8.       |
| Žebříček WTA k 29. červnu 2015 |                    |     |          |

### Jiné formy účasti

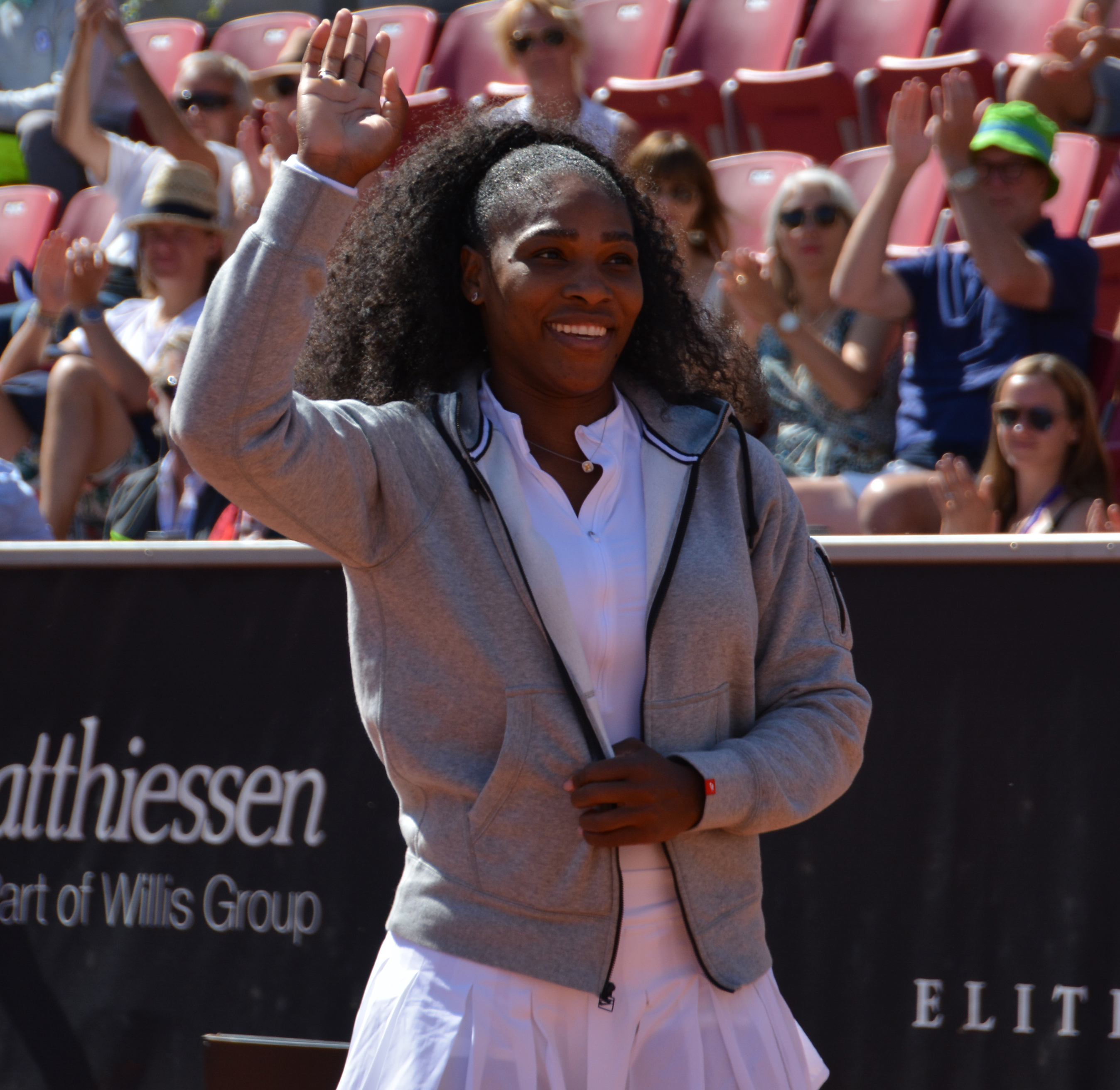
Serena Williamsová

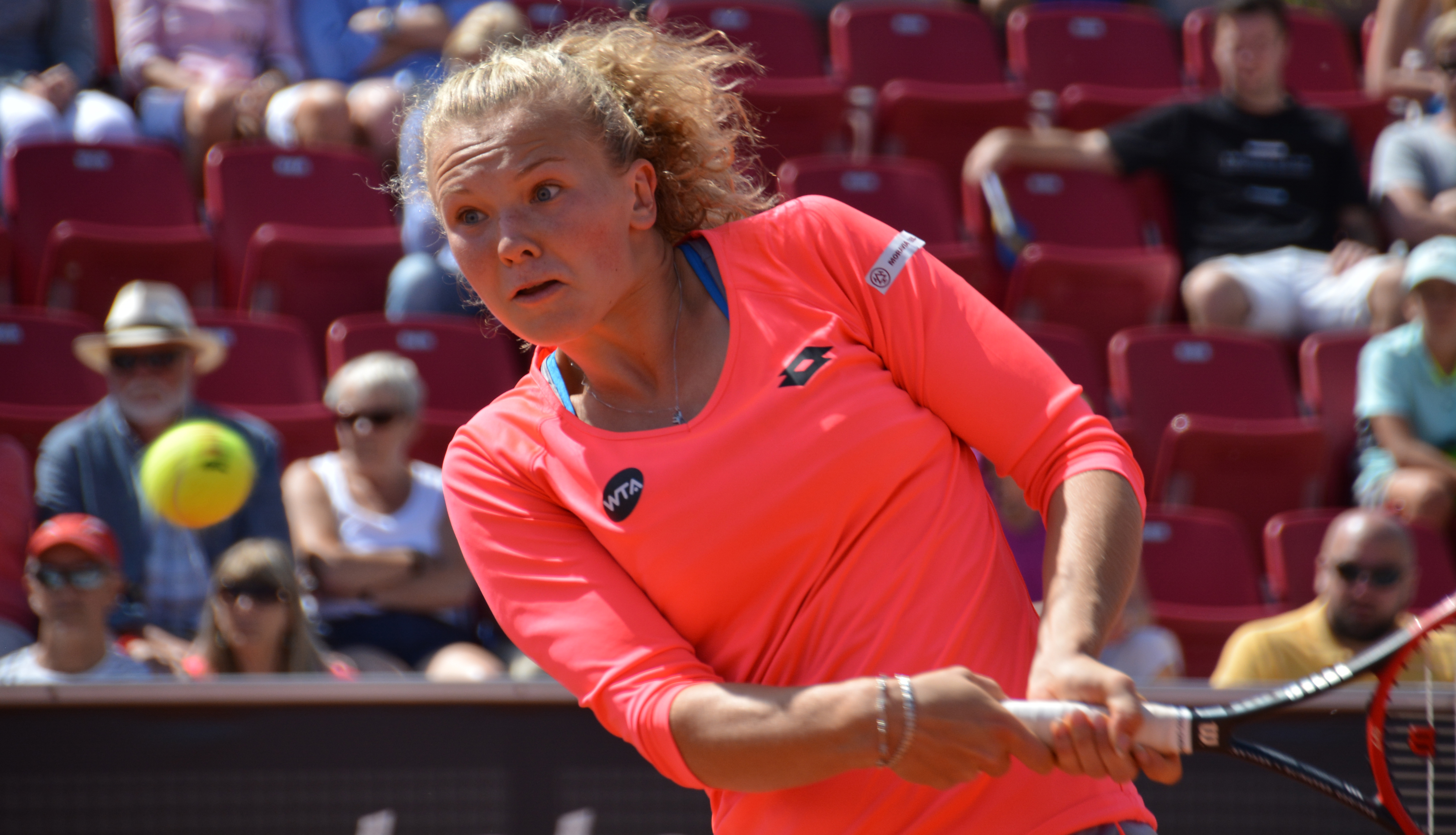
Kateřina Siniaková

Následující hráčky obdržely divokou kartu do hlavní soutěže:
- Sofia Arvidssonová
- Susanne Celiková
- Rebecca Petersonová

Následující hráčky postoupily z kvalifikace:
- Alizé Limová
- Mandy Minellaová
- Ysaline Bonaventureová
- Maryna Zanevská
- Anett Kontaveitová
- Arantxa Rusová

### Odhlášení
před zahájením turnaje
- Kaia Kanepiová → nahradila ji Olga Govorcovová
- Bethanie Matteková-Sandsová → nahradila ji Julia Bejgelzimerová
- Christina McHaleová → nahradila ji Richèl Hogenkampová
- Sloane Stephensová → nahradila ji Grace Minová

v průběhu turnaje
- Serena Williamsová (poranění pravého lokte)

## Ženská čtyřhra

### Nasazení
| Stát                                                                                     | Hráčka           | Stát             | Hráčka             | WTA  | Nasazení |
| ---------------------------------------------------------------------------------------- | ---------------- | ---------------- | ------------------ | ---- | -------- |
| Čínská Tchaj-pej                                                                         | Čan Chao-čching  | Čínská Tchaj-pej | Čan Jung-žan       | 62.  | 1.       |
| Česko                                                                                    | Barbora Strýcová | Česko            | Renata Voráčová    | 77.  | 2.       |
| Lucembursko                                                                              | Mandy Minellaová | Česko            | Kateřina Siniaková | 132. | 3.       |
| Nizozemsko                                                                               | Kiki Bertensová  | Švédsko          | Johanna Larssonová | 138. | 4.       |
| Žebříček WTA k 29. červnu 2015; číslo je součtem žebříčkového postavení obou členek páru |                  |                  |                    |      |          |

### Jiné formy účasti
Následující páry obdržely divokou kartu do hlavní soutěže:
- Sofia Arvidssonová /  Susanne Celiková
- Cornelia Listerová /  Malin Ulvefeldtová

### Odhlášení
před zahájením turnaje
- Mandy Minellaová (poranění zad)

## Přehled finále

### Mužská dvouhra
- Benoît Paire vs.  Tommy Robredo, 7–6(9–7), 6–3

### Ženská dvouhra
- Johanna Larssonová vs.  Mona Barthelová, 6–3, 7–6(7–2)

### Mužská čtyřhra
- Jérémy Chardy /  Łukasz Kubot vs.  Juan Sebastián Cabal /  Robert Farah, 6–7(6–8), 6–3, [10–8]

### Ženská čtyřhra
- Kiki Bertensová /  Johanna Larssonová vs.  Tatjana Mariová /  Olga Savčuková, 7–5, 6–4